# Marko Mihayo
Marko Mihayo, auch Marc Mihayo, (* 1907 in Ushetu; † 13. März 1995) war ein tansanischer Geistlicher und römisch-katholischer Erzbischof von Tabora.

## Leben
Marko Mihayo besuchte das Kleine Seminar in Itaga. Anschließend studierte er Philosophie und Katholische Theologie am Priesterseminar in Kipalapala. Mihayo empfing am 18. August 1940 das Sakrament der Priesterweihe für das Apostolische Vikariat Tabora. Von 1940 bis 1943 war er als Lehrer tätig, bevor er zunächst Kurat und später Pfarrer in Lukula wurde.
Am 21. Juni 1960 ernannte ihn Papst Johannes XXIII. zum Erzbischof von Tabora. Der Bischof von Bukoba, Laurean Kardinal Rugambwa, spendete ihm am 18. September desselben Jahres in der Kathedrale St. Theresa in Tabora die Bischofsweihe; Mitkonsekratoren waren der Bischof von Mwanza, Joseph Blomjous MAfr, und der Bischof von Karema, Charles Msakila.
Mihayo nahm an allen vier Sitzungsperioden des Zweiten Vatikanischen Konzils und an der ersten ordentlichen Generalversammlung der Bischofssynode teil. Marko Mihayo war von 1965 bis 1968 Vorsitzender der Tansanischen Bischofskonferenz. Vom 9. Juli 1969 bis Oktober 1971 war er zudem Apostolischer Administrator von Mbulu. Papst Johannes Paul II. nahm am 9. März 1985 das von Marko Mihayo aus Altersgründen vorgebrachte Rücktrittsgesuch an.
Das Archbishop Mihayo University College of Tabora (AMUCTA) ist nach Marko Mihayo benannt.